# Škoflje, Ivančna Gorica
Škoflje este o localitate din comuna Ivančna Gorica, Slovenia, cu o populație de 47 de locuitori.